# Prosna
Die Prosna ist ein Fluss in Westpolen und linksseitiger Nebenfluss der Warthe (Warta).

## Verlauf
Sie entspringt in der Woiwodschaft Opole und mündet nach 180 km langem nordwärts gehendem Lauf unweit von Pyzdry (dt. Peisern) in die Warthe.
Bis 1918 war die Prosna auf fast ihrer gesamten Länge ein Grenzfluss des Deutschen und Russischen Kaiserreiches und zwischen 1918 und 1939 bildete ihr südlicher Lauf die Grenze zwischen dem Deutschen Reich und der Republik Polen.
Größte Stadt an der Prosna ist Kalisz (Kalisch).

## Zuflüsse
In die Prosna fließen rechtsseitig Łużyca, Pokrzywnica, Swędrnia und linksseitig Ołobok.

## Geschichte
Im oberen Verlauf bis zur Begegnung  der Woiwodschaften Oppeln und Großpolen, wo sich die Richtung von der nordwestlichen zu nördlichen ändert, war Prosna für ungefähr 50 Kilometer die historische Grenze zwischen Schlesien und dem Weluner Land in der Woiwodschaft Sieradz. Diese Grenze deckte sich mit der Grenze der Bistümer Breslau und Gnesen, jedoch die kirchliche Grenze weiter flussabwärts führte, abgrenzend diese Diözese innerhalb des Weluner Landes.
Entlang der Prosna verlief die deutsch-russische Grenze von Landsberg bis zur Mündung in die Warthe 1871–1920 (zuvor auch die preußisch-russische Grenze seit dem Wiener Kongress). Eine Ausnahme bildete die direkte Umgebung von Kalisz, wo auch westlich des Flusses gelegene Stadtteile zu Russland gehörten.